# Frederic Kimber Seward
Frederic Kimber Seward (Wilmington, Delaware, 23 de março de 1878 – Nova Iorque, 7 de dezembro de 1943) foi um advogado corporativo proeminente na cidade de Nova Iorque. Ele foi um dos passageiros do RMS Titanic, e mais tarde presidiu um comitê de sobreviventes que homenagearam o navio de resgate RMS Carpathia.

## Biografia
Seward nasceu em 23 de março de 1878 em Wilmington, Delaware, filho do reverendo Samuel S. Seward II e Christina Kimber. Ele teve um irmão, John Perry Seward, um médico homeopata. Formou-se na Universidade Columbia em 1899 e foi membro do Glee Club. Ele teve três filhos: Frederick Kimber Seward, Jr. (1904-1967); Katharine Seward (1908-?) e Samuel S. Seward III (1910-1989). Em 1908, ele começou a trabalhar no escritório de advocacia Curtis, Mallet, Prevot & Colt, na cidade de Nova Iorque. Ele serviu no conselho de administração do Museu Nacional do Índio Americano em 1916.
Seward morreu de insuficiência cardíaca em 7 de dezembro de 1943 na cidade de Nova Iorque.

## O desastre doTitanic
Seward, que retornou da Europa durante uma viagem de negócios, estava a bordo do RMS Titanic quando o navio atingiu um iceberg e afundou na noite de 14 de abril de 1912. No momento do impacto, ele estava jogando cartas com William T. Sloper e Dorothy Gibson no salão da primeira classe. Seward sobreviveu ao naufrágio, embarcando no bote salva-vidas Nº 7, o primeiro a ser lançado pelo navio. Assim como outros sobreviventes, Seward apresentou um processo contra a White Star Line; ele próprio foi advogado de outro sobrevivente, John Montgomery Smart, e trabalhou na liquidação de sua propriedade. Ele também atuou como presidente de uma comissão para honrar a bravura do capitão Arthur Rostron e sua equipe do RMS Carpathia.